# کریستینا کوین
کریستینا کوین (انگلیسی: Kristina A. Kvien؛ زادهٔ ۱۵ ژانویهٔ ۱۹۶۵) دیپلمات اهل ایالات متحده آمریکا است که از تاریخ سمت سفیر ایالات متحده آمریکا در ارمنستان را برعهده دارد.
وی از کالج اکسیدنتال فارغ‌التحصیل گشت.

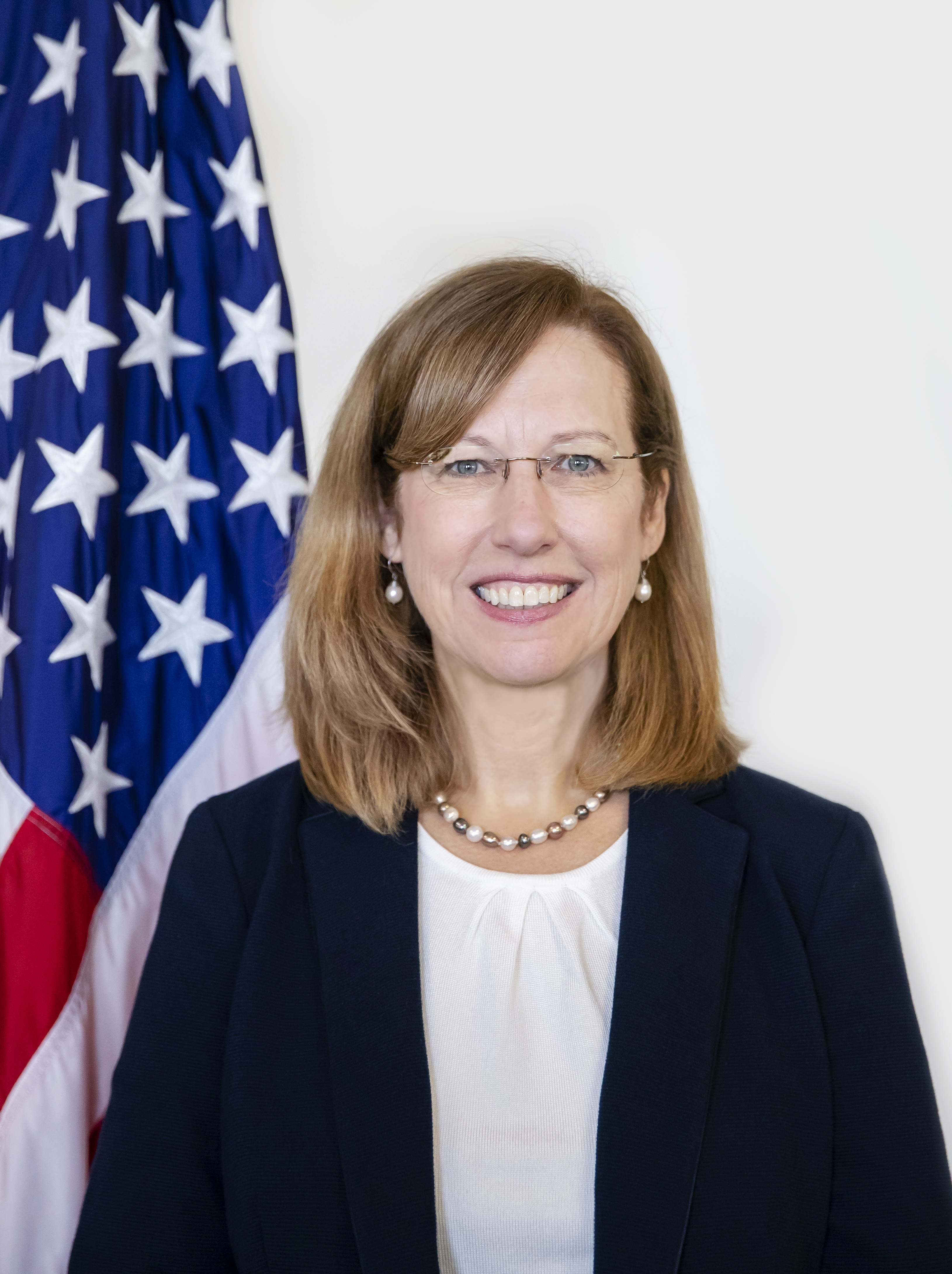